# عماد بدن
عماد بدن هو ممثل كوميدي عراقي.

## أعماله

### في التلفزيون
- يوم آخر فيلم عام 1979 من تأليف صباح عطوان وصاحب حداد ومحمد شكري جميل وإخراج صاحب حداد.
- الأيام الطويلة فيلم عام 1980 من تألبف عبد الأمير معلة وإخراج توفيق صالح.
- القادسية عام 1981 فيلم من تأليف محفوظ عبد الرحمن وعلي أحمد باكثير وصلاح أبو سيف وإخراج صلاح أبو سيف.
- رائحة القهوة، 1986 من تأليف يوسف العاني وإخراج عماد عبد الهادي ومشاركة الممثلين حسن الجنابي وقاسم الملاك وهند كامل وقاسم وعل السراج وماجدة السعدي ومنى البصري وغزوة الخالدي ويوسف العاني وصادق الأطرقجي.
- البيت عام 1988 فيلم من تأليف خليل شوقي وإخراج عبد الهادي الراوي.
- مسلسل ذئاب الليل من تأليف صباح عطوان وإخراج حسن حسني، شارك فيه بدور حكمت شقيق كل من ميعاد وسعاد، يسعى لتزويج أخته ميعاد بجليل مديره في العمل.
- مسلسل دنانير من ذهب، 1986 من تأليف وإخراج فيصل الياسري.[1]

### في المسرح
- مسرحية ورد جهنمي عام 1965.
- مسرحية شخوص وأحداث في مجالس التراث عام 1976.
- مسرحية باب الفتوح عام 1977.
- مسرحية كان ياما كان عام 1978.
- مسرحية النجمة البرتقالية عام 1978.
- مسرحية بدر البدور وحروف النور عام 1979.
- مسرحية الناي والقمر عام 1984.
- مسرحية مضارب العرسان عام 1985.
- مسرحية المحطة عام 1985.
- مسرحية رسالة الطير عام 1986.
- مسرحية حوتة يا منحوتة عام 1988.
- مسرحية البيتونة عام 1989.
- مسرحية عقدة حمار عام 1993.
- مسرحية أطراف المدينة عام 1994.
- مسرحية يا حافر البير عام 1996م شارك ببطولتها مع سوسن شكري وسمر محمد وبهجت الجبوري.[1]